# Răcorește-te, Scooby-Doo!
Răcorește-te, Scooby-Doo! (engleză Chill Out, Scooby-Doo!) este al unsprezecelea film direct-pe-video Scooby-Doo produs de studioul de animație Warner Bros. Animation (deși folosește un logo Hanna-Barbera la sfârșit) și realizat în anul 2007. A fost dedicat lui Iwao Takamoto care a murit în timpul lucrării la acest film. Este de asemenea ultimul film Scooby-Doo cu implicarea lui Joseph Barbera (dar n-a fost dedicat lui și în schimb a fost Tom și Jerry: Povestea spărgătorului de nuci).
Acesta a rulat și în România pe Cartoon Network (în cadrul lui Cartoon Network Cinema).

## Premis
Vacanța la Paris este dată peste cap atunci când Scooby-Doo și Shaggy pierd din greșeală avionul și ajung într-o expediție de sky-diving care-i duce departe de ceilalți membri ai echipei, tocmai în emisfera opusă. Ceea ce s-a vrut să fie o vacanță de vis în Orașul Luminilor se transformă într-un coșmar de neuitat în munții Himalaya când cei doi eroi îl intâlnesc pe legendarul Abominabil om al zăpezii. Atunci când gașca se reîntregește, aceștia încearcă să oprească bestia care răspândește în jur teroarea sa înghețată. Gonind printre mănăstiri antice, navigând în caverne și înfruntand o avalanșă cumplită, eroii noștri trebuie să dezlege acest Munte Everest al misterelor înainte ca monstrul să-i înghețe pentru totdeauna.

## Legături externe
- Răcorește-te, Scooby-Doo! la Internet Movie Database